# UFC Utrecht
Der Unihockey und Floorball Club Utrecht, kurz UFC Utrecht, ist ein niederländischer Floorballverein aus Utrecht. Der Verein wurde am 20. Mai 1998 unter dem Namen Sticky Fingers gegründet und ist damit einer der ältesten Floorballvereine der Niederlande. Mit rund 250 Mitgliedern ist der UFC Utrecht zudem der größte Floorballverein des Landes. Die erste Herrenmannschaft des UFC Utrecht spielt in der Eredivisie, weitere Teams in der Eerste Divisie und Tweede Divisie der Herren sowie in der Eredivisie und Eerste Divisie der Damen. 
Zwischen 2017 und 2025 konnte die Herren-Mannschaft des Vereins siebenmal in Folge die niederländische Meisterschaft gewinnen, nur unterbrochen durch zwei Jahre, in denen aufgrund der COVID-19-Pandemie keine Meisterschaft ausgetragen wurde. Darüber hinaus gewann das Herren-Team auch siebenmal den niederländischen Lotteriepokal. Der größte internationale Erfolg des Vereins war der Einzug ins Endspiel der EuroFloorball Challenge 2023, welches gegen UKS Bankówka Zielonka (Polen) mit 2:5 verloren wurde.
Die erste Damen-Mannschaft konnte 2025 ebenfalls den Meistertitel gewinnen.

## Spielstätten
Der UFC Utrecht trägt seine Heimspiele in entweder in der Sporthalle "Nieuw Welgelegen" (341 Sitzplätze) oder der Sporthalle "Het Plein" (250 Sitzplätze) aus, je nach Verfügbarkeit der Spielstätten. 

## Erfolge

### Herren
Großfeld:
- Meister (7): 2017, 2018, 2019, 2022, 2023, 2024, 2025
- Pokalsieger (7): 2015, 2017, 2018, 2019, 2022, 2023, 2024
- EuroFloorball Challenge: Finalist 2023

### Damen
- Meister (3): 2017, 2019, 2025
- Pokalsieger (2): 2010, 2017